# Hardy Cove
Die Hardy Cove ist eine Bucht an der Ostküste von Greenwich Island im Archipel der Südlichen Shetlandinseln.
Der britische Robbenjäger Robert Fildes (1793–1827), der zwischen 1820 und 1822 in den Gewässern um die Südlichen Shetlandinseln operierte, benannte die heute als Sartorius Point bekannte Landspitze als Hardy Point. Um Fildes’ Benennung zu bewahren, übertrug sie das UK Antarctic Place-Names Committee im Jahr 1961 auf die hier beschriebene Bucht. Namensgeber ist der britische Admiral Thomas Masterman Hardy (1769–1839).